# 2009 au Mexique
Chronologie en Amérique
2007 au Mexique - 2008 au Mexique - 2009 au Mexique - 2010 au Mexique - 2011 au Mexique
2007 par pays en Amérique - 2008 par pays en Amérique - 2009 par pays en Amérique - 2010 par pays en Amérique - 2011 par pays en Amérique

## Chronologie

### Janvier 2009
- Vendredi 2 janvier 2009 : le sous-commandant Marcos, chef de l'Armée zapatiste de libération nationale (EZLN), a estimé que le nouveau président Barack Obama décevra « ceux qui l'ont pris pour un phare [car il] soutient aussi l'emploi de la force » contre le peuple palestinien.

- Mardi 20 janvier 2009 :
  - Le milliardaire mexicain Carlos Slim va investir, à travers deux de ses sociétés, Banco Inbursa et Inmobiliaria Carso, 250 millions de dollars (189 millions d'euros) dans le groupe New York Times Company, qui édite le quotidien New York Times, lui permettant ainsi de refinancer sa dette, notamment un crédit permanent de 400 millions de dollars (303 millions d'euros) qui arrivait à échéance en mai.

- Lundi 26 janvier 2009 :
  - 55 pâtissiers mexicains ont fabriqué à Mexico, le plus grand gâteau au fromage blanc du monde, qu'ils ont soumis pour homologation au Guinness Book des records. Le gâteau pèse plus de deux tonnes et mesure 2,5 m de diamètre et 55 cm de hauteur.

### Février 2009
- Lundi 2 février 2009 : trois militaires mexicains, dont un général de brigade, Mauro Enrique Tello, commandant de la zone militaire de l'État de Michoacan (est), ont été abattus dans la soirée de plusieurs balles dans la tête sur une route près de la célèbre station balnéaire de Cancún (sud-est). Les corps ont été retrouvés sans vie dans une camionnette à quelque 30 km de Cancun. Selon le procureur de l'État de Quintana Roo, Bello Melchor, il semble qu'ils aient été « suivis puis interceptés, ligotés et abattus », a déclaré le procureur à une radio locale, Enfoque Radio.

- Mercredi 4 février 2009 :
  - Une vaste opération policière anti-drogue est déclenchée dans la cité touristique de Cancún (sud-est) après l'assassinat de l'ex-général de brigade, Mauro Enrique Tello et de ses deux accompagnateurs. Les contrôles sont étendus aux axes d'accès à l'aéroport et aux zones hôtelières. L'ex-général venait d'être chargé d'une mission de sécurité par la municipalité de Benito Juarez, dont Cancun fait partie. Les soupçons visent les cartels de la drogue.
  - 10 nouveaux meurtres, attribués aux cartels de la drogue, sont commis dans le nord du pays, vers la frontière américaine.
  - Arrestation par la police fédérale du responsable financier présumé du grand cartel de la drogue mexicain, dit des « frères Beltran Leyva », chargé des achats de cocaïne au cartel colombien de « Valle Norte ».

- Samedi 7 février 2009 : des agents du ministère public ont saisi à Mexico quelque 30 tonnes de parfums de marques internationales entrés illégalement au Mexique par contrebande. Les parfums ont été découverts à Tepito, un quartier populaire où opèrent depuis des dizaines d'années des commerçants spécialisés dans les contrefaçons et les articles de contrebande ou piratés. Dans ce même quartier, les autorités avaient déjà saisi 150 tonnes de parfums de marques européennes et américaines en avril 2008.

- Mardi 10 février 2009 : une fusillade entre un gang de narco-trafiquants et les forces de l'ordre cause la mort de 15 personnes près de la frontière avec les États-Unis. Le gang, qui avait enlevé neuf membres présumés d'une bande rivale, avait dans un premier temps tué six des otages. Les représailles avec les forces de l'ordre ont ensuite fait 15 morts, dont un soldat.

- Samedi 14 février 2009 : pour la fête de la Saint-Valentin, Mexico bât le « record du monde des baisers » avec plus de 42 225 personnes s'embrassant simultanément sur la place centrale de la capitale. Londres détenait le auparavant le record avec quelque 32 000 personnes. La mairie de Mexico, qui a choisi pour la capitale le slogan « Besame mucho », titre d'un célèbre boléro composé en 1940 par la chanteuse mexicaine Consuelo Velazquez, avait placé la tentative de record sous le signe de « l'amour sans violence ». Plusieurs associations militantes avaient annoncé qu'elles participeraient pour dénoncer la violence au Mexique, où plus de 5 300 morts violentes ont été provoquées en 2008 par les activités criminelles des cartels de la drogue. Ce « record du baiser » est apparu également comme une réponse au maire de Guanajuato (centre) qui avait voulu interdire en janvier les baisers en public dans sa ville.

- Dimanche 15 février 2009 :
  - Dans la nuit de samedi à dimanche, 11 assassinats portant la marque des cartels de la drogue ont été répertoriés dans le nord du Mexique frontalier des États-Unis, dont 7 à Ciudad Juarez, réputée la ville la plus meurtrière du pays (250 morts depuis le début de l'année). Parmi les morts, le responsable de la sécurité d'un centre de rééducation et de médecine sportive et deux femmes décapitées à Mexico — la décapitation est une forme de « narco-message » courante dans la guerre que se livrent les cartels mexicains de la drogue pour le contrôle du trafic et de l'exportation vers les États-Unis, premier client mondial de la cocaïne.
  - Selon le ministre de la Marine Mariano Francisco Saynez Mendoza, près de sept tonnes de cocaïne ont été saisies à bord d'un bateau intercepté dans l'océan Pacifique au large de la côte ouest du Mexique, dans le cadre d'une opération conjointe de la Marine mexicaine et des garde-côtes des États-Unis. Cinq hommes d'équipage, tous Mexicains, ont été arrêtés. Cette saisie de cocaïne est la plus importante réalisée au Mexique depuis celle de 23 tonnes en octobre 2007 dans le port de Manzanillo.

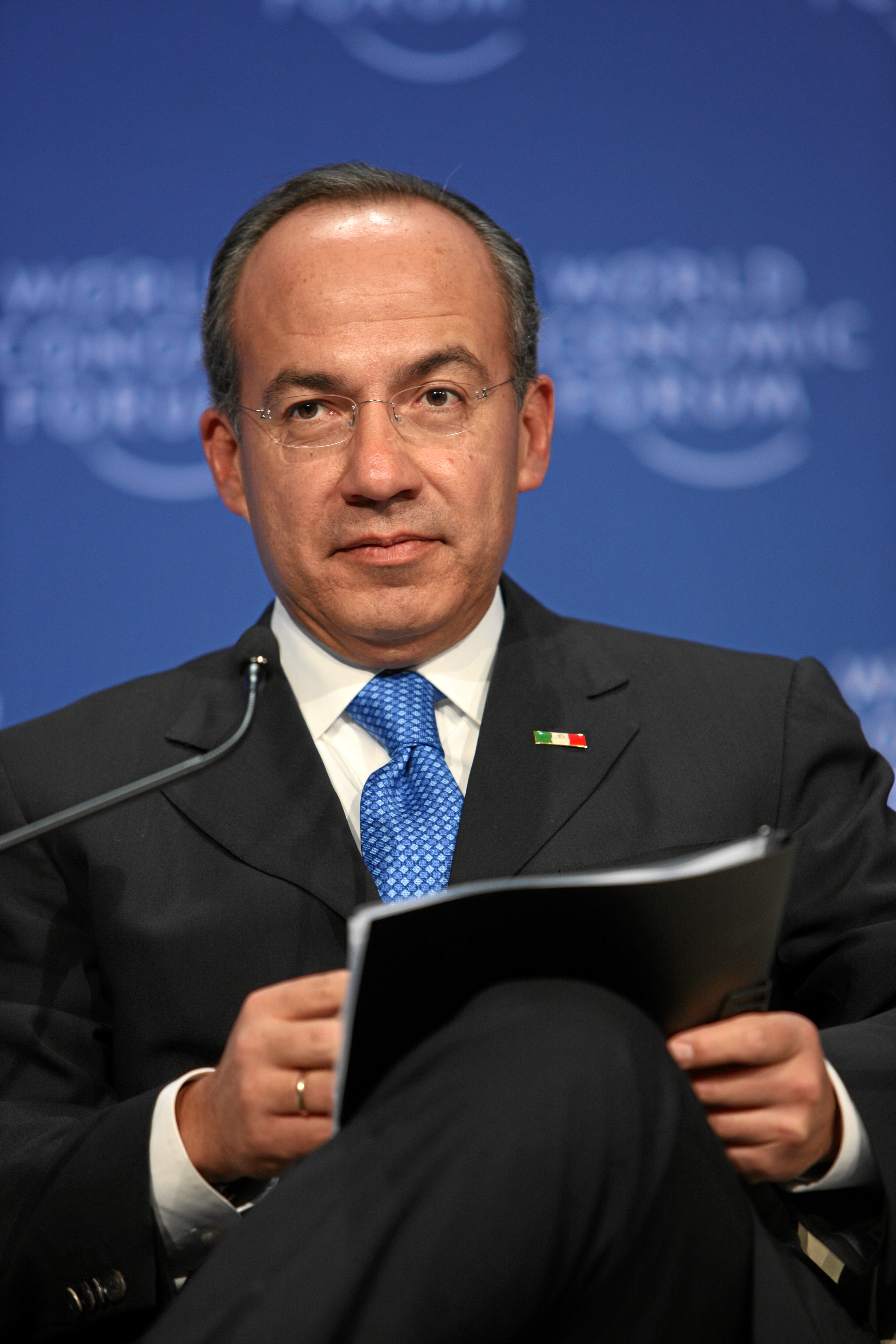
Felipe Calderon
(janvier 2009)

- Lundi 16 février 2009 : le président Felipe Calderon demande au gouvernement américain des mesures « fermes » contre le trafic d'armes en provenance des États-Unis et à destination des cartels du Mexique.

- Mardi 17 février 2009 :
  - Depuis dimanche, 15 personnes ont été tuées dans la région frontalière avec les États-Unis, dans des violences attribuées aux cartels de la drogue. Parmi les victimes, 3 femmes dont une élue locale (Ejido Reforma) et 4 jeunes garçons de moins de 17 ans (Ciudad Juarez).
  - Plusieurs fusillades successives pendant près de quatre heures entre des hommes armés, présumés liés aux cartels de la drogue, et les forces de l'ordre ont fait cinq morts et neuf blessés, dont quatre policiers, dans la ville frontalière de Reynosa.

- Jeudi 19 février 2009 : 12 personnes ont été tuées dans la région frontalière avec les États-Unis, dans des violences attribuées aux cartels de la drogue. Parmi les victimes, un policier et une élue locale (Guadalupe).

- Mardi 24 février 2009 : un chercheur franco-marocain, le Dr Abdelghani Chehbouni, spécialiste de l'hydrologie des zones arides, est élu membre correspondant de l'Académie mexicaine des sciences. Il était le représentant au Mexique de l'Institut de recherche pour le développement français depuis 2004.

- Condamnation à 60 ans de prison de la ressortissante française Florence Cassez pour complicité d'enlèvement et association de malfaiteurs[1].

### Mars 2009
- Mardi 3 mars 2009 : le président Felipe Calderon déclare dans une interview à l'AFP que le trafic de drogue aux États-Unis est « lié à un phénomène de corruption » au sein des autorités du pays, tout comme au Mexique.

- Mercredi 4 mars 2009 : au moins 20 détenus sont morts et plusieurs autres ont été blessés  au cours d'une mutinerie dans une prison, dans la ville frontalière de Ciudad Juarez (nord).

- Lundi 9 mars 2009 :
  - Visite officielle du président français Nicolas Sarkozy à Mexico où il déclare : « Nous avons besoin d'un Mexique acteur comme un grand pays émergent, nous voulons soutenir vos combats. Et je veux dès maintenant vous dire combien la France soutient votre combat courageux et déterminé contre le crime et contre la criminalité organisée ».
  - Le groupe pharmaceutique français Sanofi-Aventis annonce le prochain investissement de 100 millions d'euros dans la construction au Mexique d'une usine de production de vaccins contre la grippe.

- Mardi 10 mars 2009 : deux contrats sont annoncés avec des entreprises françaises. Le constructeur Eurocopter, devrait livrer six hélicoptères militaires de transport de type EC725 destinés aux forces de sécurité mexicaines. Le groupe d'électronique Thales va être chargé de la vidéosurveillance de Mexico, dans le cadre d'un projet de trois ans, en partenariat avec la ville mexicaine et le groupe de télécommunications Telmex pour un montant global de 460 millions de dollars. 8 080 caméras et senseurs seront déployés, afin de « renforcer la sécurité dans la ville face à un large spectre de risques, notamment la délinquance, le terrorisme, les attaques de sites stratégiques et les risques naturels », dans le cadre du projet « Ville Sûre ». Ce projet, dont Telmex est le garant de l'exécution, va mobiliser plus de 500 ingénieurs et spécialistes de la police de Mexico, Telmex et Thales.

- Mercredi 11 mars 2009 : lors d'une intervention policière contre un immeuble de Celaya (centre) refuge d'une bande de ravisseurs, « quatre suspects ont été tués, trois ont été blessés et quatre arrêtés, tandis que trois policiers ont été blessés ». Lors de l'affrontement, des grenades ont été utilisées contre les policiers.

- Samedi 14 mars 2009 : le chef local à Cancún d'un  des principaux cartels de la drogue, « El Napo », est arrêté. Il est soupçonné d'avoir commandité l'assassinat d'un général en retraite, Mauro Enrique Tello Quinones, abattu avec deux autres occupants de sa voiture en février à Cancun, où il venait d'être chargé de diriger la sécurité publique. Le triple meurtre a été commis avec « la protection et l'aide du chef de la police » de Cancun selon le Parquet fédéral du Mexique.

- Lundi 16 mars 2009 : un accident de car cause la mort de 11 personnes dont 10 touristes étrangers.

- Mardi 17 mars 2009 : selon le général américain Victor Renuart, chef du commandement de la zone Amérique du Nord, lors d'une audition devant le Sénat américain, la guerre des cartels mexicains débordant au Texas voisin, les États-Unis doivent envisager d'envoyer plus de troupes ou d'agents spécialisés dans la lutte contre la drogue à la frontière avec le Mexique. Toutes les composantes des forces de l'ordre et de l'armée seront probablement concernées. Les forces déployées à la frontière avec le Mexique ont d'ores et déjà recours à des méthodes utilisées en Irak et en Afghanistan, comme les drones capables de localiser les tunnels.

- Vendredi 20 mars 2009 : six ouvriers sont morts intoxiqués par des émanations de gaz provenant de déchets organiques, au fond d'un réservoir d'eau souterrain qu'ils nettoyaient à 15 mètres sous terre, dans l'État de Hidalgo (centre), 3 autres sont  hospitalisés mais leur pronostic vital est défavorable.

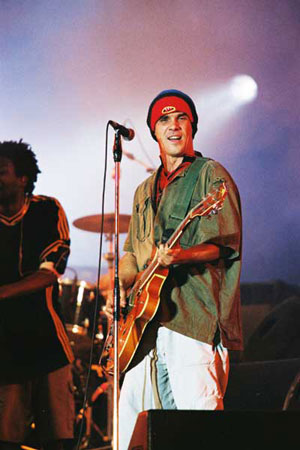
Manu Chao
(2001)

- Vendredi 27 mars 2009 : le ministère de l'Intérieur examine la possibilité d'expulser du Mexique le chanteur franco-espagnol Manu Chao, lui reprochant des propos pouvant être considérés comme des ingérences dans la politique mexicaine. Il a qualifié de « terrorisme d'État » une intervention policière à San Salvador Atenco (banlieue de Mexico) qui a eu lieu le 4 mai 2006 lorsque quelque 2 000 policiers anti-émeutes avaient investi le village pour libérer 11 agents séquestrés par des villageois après des heurts violents, consécutifs à une tentative des policiers de déloger par la force des vendeurs ambulants et qui avait dégénéré en bataille rangée, faisant deux morts[2].

- Samedi 28 mars 2009 : au moins 15 personnes ont été assassinées dans l'État de Chihuahua (nord) par des groupes armés de trafiquants de drogue malgré un important renforcement du dispositif de sécurité à 8 500 militaires. 5 hommes ont été retrouvés morts dans un canal d'irrigation, près de Rosales, 4 jeunes hommes voyageant dans une camionnette ont été tués par des hommes armés, et 6 autres personnes ont été tuées dans la capitale, à Cuauhtemoc, à Ciudad Juarez et près de Camargo.

- Printemps : Épidémie de grippe porcine rebaptisée grippe A. Le Mexique est le pays le plus touché.

### Avril 2009

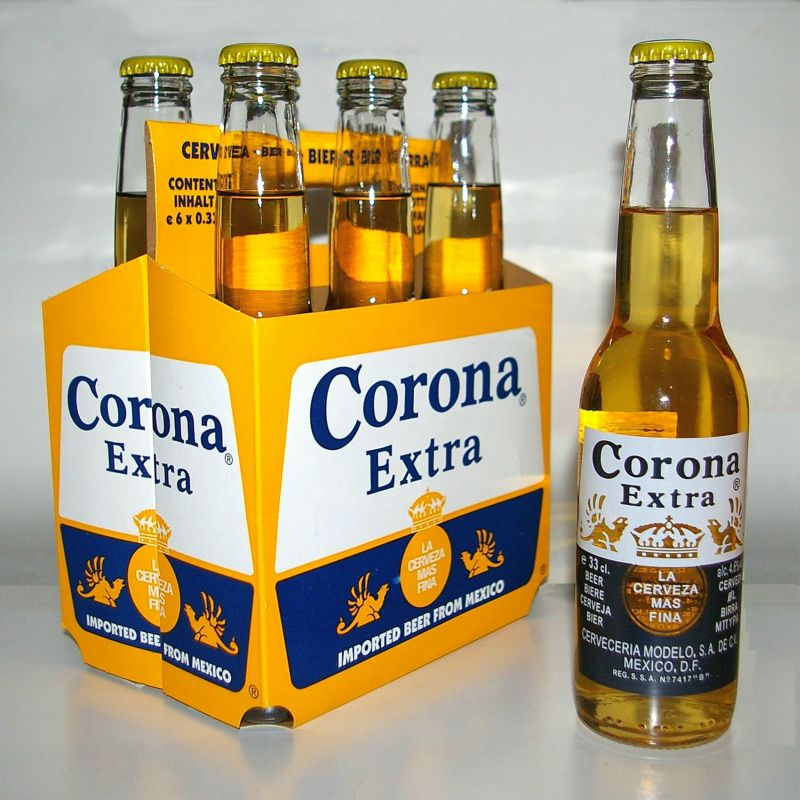

- Mercredi 1er avril 2009 : le brasseur Modelo, no 1 au Mexique et producteur de la célèbre bière Corona, annonce la suppression de 1 200 emplois dans son usine de Mexico, « en raison de la situation économique difficile dans le pays ainsi que de la crise économique internationale », sur un effectif total de 38 000 dans les 7 usines du pays. Le groupe Modelo, dont les produits sont distribués dans 159 pays à travers le monde, réalise 50 % de ses ventes à l'étranger.

- Jeudi 2 avril 2009 : la police annonce l'arrestation de Vicente Carrillo Leyva (32 ans), le chef du cartel de drogue de Juarez, un des principaux du pays. Le gouvernement avait offert une récompense de deux millions de dollars à qui aiderait à sa capture. Selon les autorités, l'homme contrôlait de nombreuses filières d'exportation de la drogue vers les États-Unis et devrait également être poursuivi pour blanchiment d'argent.

- Mardi 14 avril 2009 : 
  - La compagnie pétrolière Pemex annonce la construction d'une nouvelle raffinerie dans le centre du pays pour un investissement de 9,123 milliards de dollars.
  - La police saisie un stock d'armes lourdes à la frontière avec les États-Unis dont une mitrailleuse anti-aérienne. Selon la police, 90 % des armes saisis au Mexique proviennent des États-Unis[3].

- Mercredi 15 avril 2009 : 15 tueurs à gages et un militaire ont été tués dans une fusillade dans l'État de Guerrero (sud).

- Jeudi 16 avril 2009 : le président américain Barack Obama est arrivé au soir au Mexique pour une visite d'une journée afin d'apporter son soutien à son homologue Felipe Calderon dans sa lutte contre les cartels de la drogue[4].

- Vendredi 17 avril 2009 : Le Fonds monétaire international (FMI) annonce accorder une ligne de crédit de 47 milliards de dollars sur un an pour le Mexique.

- Samedi 18 avril 2009 : la police fédérale démantèle dans l'ouest un cartel régional de trafiquants de drogue appartenant au groupe des « Zetas ». 44 criminels sont arrêtés dont un chef régional.

- Samedi 25 avril 2009 : l'épidémie de grippe H1N1 fait 20 morts identifiés et 40 autres en attente des résultats d'analyse. Un peu plus de mille patients sont en observation. Un « antivirus spécifique » est disponible et le pays dispose d'un million de doses du médicament.

- Lundi 27 avril 2009 : 
  - Le nombre de morts « probables » attribués à la grippe H1N1 au Mexique serait de 149, selon le ministre mexicain de la Santé, José Ángel Córdova. Le gouvernement annonce la suspension des « activités scolaires » à l'échelon national, par mesure de prévention.
  - Séisme de « magnitude de moment » 6,0 à 11,4 km de profondeur, 31 km au sud-est de la ville de Tixtla et 82 km au nord-est d'Acapulco.
  - Séisme de « magnitude de moment » 5,6 à 50 km de profondeur, 210 km au sud-ouest de Mexico et 80 km d'Acapulco.

- Jeudi 30 avril 2009 : la Banque interaméricaine de développement (BID) annonce le déblocage de 3 milliards de dollars pour le Mexique afin de l'aider dans sa lutte contre la grippe H1N1 et la crise économique.

### Mai 2009
- Vendredi 1er mai 2009 : le ministre de la Santé, José Ángel Córdova, annonce 343 cas confirmés de grippe H1N1 dont 15 mortels.

- Mardi 5 mai 2009 : la ministre des Finances, Agustin Carstens estime que la grippe H1N1 va coûter « 30 milliards de pesos » (2,3 milliards de dollars) au Mexique à cause de la crise sanitaire qui entraîne la fermeture des commerces et la chute des recettes touristiques, et devrait causer un ralentissement compris entre « 0,3 et 0,5 % » du produit intérieur brut. Le PIB mexicain devrait accuser une forte baisse cette année, à la suite de la dévaluation du peso qui a perdu 50 % de sa valeur par rapport au billet vert. Le gouvernement va distribuer par l'intermédiaire des banques une enveloppe de crédit allant jusqu'à 380 millions de dollars pour les entreprises.

- Samedi 9 mai 2009 : le bilan de la grippe H1N1 est porté à 1 626 cas confirmés dont 48 mortels.

- Dimanche 10 mai 2009, Chihuahua : 14 cadavres ont été découverts dans diverses localités.

- Mercredi 13 mai 2009 : selon la police mexicaine, la Française Florence Cassez, condamnée à 60 ans de prison pour avoir participé à des enlèvements, a été désignée par un des ravisseurs, David Orozco, comme codirigeante du gang, affirmant qu'elle avait pour tâche de « toucher les rançons […] et préparer les enlèvements »[5],[6].

- Vendredi 15 mai 2009 : Le bilan de la grippe H1N1 est porté à 2 829 cas confirmés dont 66 mortels.

- Samedi 16 mai 2009, Zacatecas : un gang lourdement armé, de 20 malfrats, libère 53 détenus de la prison de Cieneguillas, dont 27, issus des puissants cartels mexicains de la drogue. Le directeur de la prison, les 40 surveillants et deux commandants de police présents lors de l'intervention auraient aidé à cette évasion, selon les images enregistrées par les caméras à l'intérieur et à l'extérieur de la prison[7].

- Vendredi 22 mai 2009 :
  - Nuevo León : l'armée mexicaine capture à Monterrey, Raymundo Almanza, un lieutenant du cartel du Golfe, pour lequel le parquet fédéral avait offert une récompense de 1,1 million de dollars. Il est le frère d'Octavio Almanza, surnommé "Gori 4", arrêté en février dernier entre autres pour avoir assassiné un général en retraite dans la station balnéaire de Cancún (sud-est). Raymundo Almanza a été interpellé en compagnie de deux hommes de main et les autorités ont également saisi cinq armes, autant de véhicules, et 21 kg de marijuana.
  - Puebla : séisme de « magnitude de moment » 5,7. L'épicentre était situé à 97 km de profondeur à 27 km à l'est d'Izucar et 60 km au sud de Puebla.

- Lundi 25 mai 2009 :
  - Guerrero : un candidat d'opposition aux élections législatives au Mexique, Nicanor Adame, candidat du Parti de la révolution démocratique (PRD, gauche), a été blessé par balle par des inconnus alors qu'il descendait de sa voiture à Arcelia, une région du sud du pays où des attentats avaient déjà visés des opposants au cours du week-end.
  - Mexico : Onze ravisseurs d'un gang lié au trafic de drogue sont arrêtés. Deux otages ont été libérés le lendemain dans des opérations menées dans l'ouest du pays et près de la capitale, alors qu'un otage a été retrouvé mort, « pieds et poings liés ». Les ravisseurs appartiennent à « La famille », un gang de tueurs à gages connu pour être lié au trafic de drogue et dont les chefs figurent sur la liste des trafiquants les plus recherchés du pays.

- Mardi 26 mai 2009 : un vaste coup de filet des services anti-mafia s'est soldé par l'arrestation de 29 fonctionnaires, dont dix maires et un juge. Depuis la prise de fonctions du président Felipe Calderon en 2006, 573 fonctionnaires ont été arrêtés pour leurs liens avec le crime organisé.

- Dimanche 31 mai 2009 : 19 meurtres au moins ont été commis au Mexique entre vendredi et samedi soir, dont onze à Ciudad Juarez, la ville la plus violente du pays, dont un militant très actif d'ONG locales, professeur de sociologie à l'Université autonome de Ciudad Juarez, « Manuel Arroyo Galvan » (44 ans), abattu « de six balles dans la tête » à bord de sa voiture. D'autre part les cadavres de 3 adolescents de 11, 15 et 16 ans dans l'État de Michoacan (ouest).

### Juin 2009
- Mardi 2 juin 2009 : le bilan de la grippe H1N1 est de 103 morts dans le pays et de 5 460 malades.

- Jeudi 4 juin 2009 :
  - Sonora : onze cadavres mutilés ont été découverts dans une « fourgonnette abandonnée, moteur brûlé, sur le bas-côté d'une route ». Ces meurtres sont attribués aux trafiquants de drogue[8].
  - Chihuahua : Des journalistes ont été maltraités par des militaires, certains frappés et jetés à terre, à Ciudad Juarez, sur le lieu d'un accident où plusieurs militaires ont été blessés. « Les militaires les ont empêchés de prendre des vues, masquant les objectifs, et en ont jeté certains à terre et les ont frappés. Ils ont pris leurs équipements à plusieurs autres »[9].

- Vendredi 5 juin 2009, Sonora : 49 enfants (bilan final) sont morts brûlés dans l'incendie d'une garderie privée, située dans un quartier populaire de Hermosillo, et 33 autres blessés, dont 12 dans un état « extrêmement grave ».  La majeure partie des enfants décédés étaient âgés moins de deux ans et ont péri par asphyxie. L'incendie a pris dans un hangar où étaient entreposé des voitures et des pneus et s'est propagé à la garderie ABC, plusieurs enfants étaient déjà morts asphyxiés quand les pompiers sont entrés dans l'établissement en perçant un trou dans un mur.

- Dimanche 7 juin 2009, Guerrero : un affrontement entre militaires et tueurs à gage de clans de trafiquants de drogue cause la mort de 18 personnes dont deux militaires, dans la station balnéaire d'Acapulco, site touristique international, mais aussi fief des cartels de la drogue.
- Dimanche 14 juin 2009 : 2 policiers sont enlevés par des hommes armés dans le gros bourg de La Unión.

- Mercredi 17 juin 2009 : les autorités mexicaines ont découvert une importante cargaison de cocaïne, plus d'une tonne, cachée à l'intérieur d'une trentaine de « requins congelés ». La marchandise avait été transportée à bord d'un navire, battant pavillon des îles Marshall, en provenance des États-Unis, qui venait d'accoster dans la péninsule touristique du Yucatan, sur la côte atlantique.

- Mardi 23 juin 2009 : Le bilan de la grippe H1N1 est de 116 morts dans le pays, considéré comme l'épicentre mondial de l'épidémie, et de 8.163 malades contaminés.

- Jeudi 25 juin 2009 :
  - Le cartel du Golfe, une des plus grandes organisations mexicaines du trafic de la drogue, aurait recruté au Guatemala quelque 2 500 maras des gangs locaux, comme tueurs à gages pour tuer sur commande pour un coût d'environ 3 500 quetzales (450 dollars) par meurtre. Ces tueurs à gages sont recrutés par l’intermédiaire de l'organisation dite des « Zetas », le bras armé du cartel. Les cartels mexicains s'affrontent dans une guerre sanglante pour le contrôle du trafic de la drogue et de son expédition aux États-Unis, premier client mondial de la cocaïne. Plus de 5 300 morts violentes ont été attribuées aux cartels dans l'ensemble du pays en 2008.
  - Guerrero : Quatre corps démembrés, dont ceux de deux policiers enlevés dimanche, ont été découverts dans le gros bourg de La Unión.

- Vendredi 26 juin 2009, Guanajuato : Une fusillade entre des policiers et des hommes armés, dans la ville d'Apaseo el Alto, a fait douze morts. Un policier a été blessé dans la fusillade et des arrestations ont eu lieu.

### Juillet 2009
- Mercredi 1er juillet 2009 : le nombre de décès attribués au crime organisé s'est élevé à 769 en juin, mois le plus meurtrier depuis l'arrivée au pouvoir du président Felipe Calderon en décembre 2006. La guerre entre narcotrafiquants a fait 3 446 morts au premier semestre, contre 5 300 sur l'ensemble de 2008. Il avait élevé la sécurité au rang de priorité numéro un et a déployé 36 000 militaires et policiers pour lutter contre les cartels, qui se battent pour le contrôle du trafic de la drogue à destination des États-Unis, premier marché mondial de la cocaïne[10].

- Vendredi 3 juillet 2009 : séisme de magnitude 6,0 dans le golfe de Californie.

- Dimanche 5 juillet 2009 : élections législatives. La formation du président Felipe Calderon, le Parti d'action nationale (PAN, droite catholique) perd la majorité relative qu'il avait au Congrès.

- Mercredi 8 juillet 2009 :
  - Basse-Californie : deux policiers ont été tués par des commandos armés à Tijuana (nord).
  - Chiapas : deux policiers ont été tués lors d'un échange de coups de feu devant un commissariat.

- Dimanche 12 juillet 2009 : Le cartel de la drogue de « La Familia » a lancé une offensive sans précédent samedi et dimanche contre la police fédérale, qui a coûté la vie à trois agents dans l'ouest du pays, en représailles à l'arrestation de l'un de ses dirigeants Arnoldo Rueda, considéré comme le numéro deux de l'organisation. Des hommes lourdement armés ont attaqué six postes de la police fédérale dans l'État de Michoacan et des attaques similaires ont eu lieu dans deux municipalités de l’État voisin de Guerrero. Trois policiers ont été tués et 18 autres blessés dans cette offensive, qui a également coûté la vie à un membre du cartel[11].

- Lundi 20 juillet 2009 Michoacan : l'armée mexicaine lance une importante opération avec 3 500 hommes contre la cartel de « La Familia » responsable de la mort de 16 policiers fédéraux la semaine dernière, empilant les corps de 12 d'entre eux au bord d'une route. Le Mexique a enregistré plus de 5 300 morts violentes liées aux cartels en 2008.

- Mardi 22 juillet 2009 :
  - Oaxaca : deux canots rapides du type « go fast » ont été interceptés par la Marine au large des côtes mexicaines du Pacifique, avec plus de 7 551 kilos de cocaïne. Cinq trafiquants ont été arrêtées, trois Mexicains et deux Colombiens.
  - Virus de la grippe A (H1N1) : le Mexique a recensé 14 861 cas de contagion et 138 morts.

- Samedi 25 juillet 2009, État de Chihuahua : sept personnes dont deux policiers ont été assassinés dans la nuit à Ciudad Jiménez, Ciudad Juarez et Chihuahua[12].

- Mercredi 29 juillet 2009 :
  - État de Chihuahua : 17 morts par assassinat sont imputés aux cartels de la drogue, dont un procureur, deux policiers et un fonctionnaire des services sociaux[13].
  - Mexico : deux responsables financiers du cartel de "La Familia" et 4 de leurs collaborateurs présumés ont été arrêtés pour trafic de drogue et blanchiment d'argent entre le Mexique et les États-Unis[14].

### Décembre 2009
- La "Guerre de la drogue", initiée par le président Felipe Calderón en 2006 se caractérise par de violents affrontements entre l'armée fédérale et les cartels de la drogue mexicains au nord du pays. La guérilla en milieu urbain que mène les cartels aux troupes fédérales cause des milliers de morts parmi les civils. La population se retrouve sommée de choisir entre la violence des "sicaires" et la répression féroce de l'armée. Ainsi, depuis le 1er janvier, 19 803 meurtres ont été comptabilisés dans le pays, une augmentation de 123 % en 3 ans[15].